# Jmenuji se Sam
Jmenuji se Sam (I Am Sam) je filmové drama režisérky Jessie Nelson z roku 2001 o mentálně zaostalém muži jménem Sam, kterému soudy chtějí odebrat jeho dceru Lucy. Celých 132 minut o lásce, přátelství a boji otce a dcery, kteří se nechtějí nechat rozdělit. V hlavních rolích se představil Sean Penn, Dakota Fanning a Michelle Pfeifferová.
Sean Penn byl za roli Sama nominován na Oscara.

## Děj
Sam Dawson je dospělý muž, který je však mentálně na úrovni sedmiletého dítěte. Pracuje v kavárně, kde rovná v krabičce cukry a utírá stoly. I když se to může jevit jako podřadná práce, tak on je v ní spokojený. Se všemi dobře vychází a zákazníci jsou na něj milí. Jednou u sebe ubytuje bezdomovkyni a ta mu porodí dceru Lucy, ihned poté ale od Sama uteče. Sam Lucy vychovává, stará se o ni a spolu se svými, také mentálně zaostalými, přáteli se jí snaží udělat šťastnou. Vše jde zpočátku dobře, ale Sam je zvyklý na své stereotypy a občas výchovu nezvládá. V takových chvílích mu pomáhá žena, která bydlí v protějším bytě-Annie, která ale již několik let nevyšla ze svého bytu. Když je Lucy sedm let, začíná být chytřejší než její otec. Všimnou si toho ve škole, mají pocit, že Lucy schválně zaostává jen aby nepřekonala svého otce. Upozorní na tuto skutečnost sociální pracovníky a začíná soudní kolotoč. Na oslavě Luciiných narozenin je odvedena sociální pracovnicí a jsou se Samem od sebe odloučeni. Soud rozhodne, že Lucy půjde do náhradní péče a Sam se proti tomuto rozhodnutí snaží bojovat.
Najme si právničku Ritu (Michelle Pfeifferová), která je velice arogantní, namyšlená a upjatá, ale aby se předvedla v práci, obhajuje ho pro bono (tedy zdarma). Časem se se Samem spřátelí a začíná se měnit. Radí Samovi jak vypovídat u soudu, také ale potřebují nějaké svědky. Těmi se stávají právě Samovi mentálně zaostalí přátelé a po dlouhém přemlouvání i Annie. Sam ale tlak soudu nevydrží a Lucy je definitivně přiřazena k náhradní rodině.
Sam se s tím ale nehodlá smířit. Najde si lepší práci a přestěhuje se blíž k Lucy. Když to jeho dcerka zjistí, začne každou noc utíkat za ním. Manželé, u kterých žije a kteří by ji chtěli adoptovat, s tím nesouhlasí a snaží se jí v tom bránit. Postupně ale zjistí, že je to zbytečné a že Lucy a Sam jsou neoddělitelní. Proto se rozhodnou, že bude lepší když Lucy bude u Sama a Sam naopak požádá onu ženu, aby mu s výchovou pomohla, protože Lucy potřebuje matku. A tak nakonec všechno končí happy endem.

## Hrají
| Sean Penn            | Sam Dawson                |
| Dakota Fanning       | Lucy Dawsonová            |
| Michelle Pfeifferová | Rita Harrison Williamsová |
| Dianne Wiest         | Annie Cassellová          |
| Loretta Devine       | sociální pracovnice       |
| Richard Schiff       | Pan Turner                |
| Laura Dern           | Randy Carpenter           |
| Brad Silverman       | Brad                      |
| Joseph Rosenberg     | Joe                       |
| Dennis Fanning       | Vice Cop                  |